# Maritza Wilde
Maritza Wilde (Tacna-sXX) es una actriz, directora de teatro y gestora cultural. Inició los Festivales Internacionales de Teatro de La Paz y Santa Cruz, las ciudades más pobladas de Bolivia.

## Biografía
Wilde nació en la ciudad de Tacna, en Perú, por decisión de su madre. Es hija del limeño Sergio Muyo Osorio  y la orureña Blanca Urrutia. En la adolescencia ya estaba establecida en la ciudad de La Paz, culminando la secundaria en el colegio Santa Ana, de esa ciudad. Realizó estudios universitarios en la Universidad Católica de Lima, posteriormente se trasladó a España donde estudió en la Escuela Superior de Arte Dramático, y en el Teatro Experimental Independiente en Madrid.

### Teatro
Antes de sus quince años ya había incursionado en el Teatro, aunque inicialmente su principal interés fue el ballet.
Fue Directora del Taller Nacional de Teatro dependiente del Instituto Boliviano de Cultura.
Estuvo a cargo del Festival Internacional de Teatro La Paz, FITAZ, hasta 2020 en que pasó la dirección al actor Bernardo Arancibia.

## Reconocimientos
Entre las distinciones que ha recibido se encuentran:
- Diploma de Honor por mejor dirección y puesta en escena de ‘La Casa de Bernarda Alba’ de García Lorca, Alcaldía de La Paz,1986
- Premio a la mejor actriz por la obra ‘De brujas y alcoviteiras’ del Festival del drama del Siglo de Oro ,Texas, 1989.
- Diploma de Honor del Festival Mundial de Teatro de las Naciones, Santiago de Chile